# 42. domobranska pješačka divizija
42. domobranska pješačka divizija, poznata i kao Vražja divizija, bila je pješačka divizija hrvatskog domobranstva unutar austrougarske vojske tijekom Prvog svjetskog rata. Nastala je mobilizacijom početkom rata i spajanjem hrvatskih domobranskih pukovnija s područja Hrvatske i Slavonije. To je jedna od najpoznatijih vojnih postrojba hrvatske ratne prošlosti. Svoj ratni put počela je na srbijanskom ratištu, u Srijemu, kao dio snaga prvog udara. Kasnije sudjeluje u bitkama na Ceru i Kolubari, a zatim je upućena u Galiciju. Početkom 1918. godine bila je prebačena na talijansko ratište, gdje ostaje do kraja rata.

## Ustroj
Početkom rata, napadom na Srbiju, divizija je izgledala ovako:
- 83. pješačka brigada (Zagreb)
  - 25. domobranska pješačka pukovnija (Zagreb)
  - 26. domobranska pješačka pukovnija (Karlovac)
- 84. pješačka brigada (Osijek)
  - 27. domobranska pješačka pukovnija (Sisak)
  - 28. domobranska pješačka pukovnija (Osijek)
- 10. domobranska husarska pukovnija, Varaždin
- 42. poljsko-topnička brigada (Zagreb)
  - 37. poljsko-topnička pukovnija (Zagreb)
  - 6. domobranska poljska topnička pukovnija (Zagreb)

## Ratni put

### Napad na Srbiju  – 1914.
U kolovozu 1914. divizija pod zapovjedništvom Stjepana Sarkotića je u sklopu XIII. korpusa poslana na Srbiju. Sudjelovala je u isprva neuspješnim operacijama protiv Srbije, forsiranju Drine i kasnijem povlačenju. Uslijedio je drugi prijelaz preko Drine, širine 200-500 i dubine 2-6 metara, što je otežavalo prijelaz vojske. Sudjelovala je u operacijama u Mačvi, uspješnom napadu na Banovo Polje, Vrbočav, Radenković i sedmodnevnoj bitci za Šabac-Sješnice. 
Posebno se na Drinskoj fronti istakla 25. domobranska pukovnija,  koja je u prodoru V. Austrougarske armije prema Valjevu prodrla daleko u zaleđe srpskog operativnog razvoja, te zauzela Baćinovac, koji je branila gotovo cijela srpska divizija.
Tijekom tog iznimno vrućeg ljeta 5. armija izgubila je 600 časnika i 22.000 dočasnika i vojnika od početnih 80.000. 15. rujna 1914. g. 42. divizija je izgubila 40 časnika i 2000 vojnika. Unatoč promašajima nadređenih, pošto se iskazao u borbenim djelovanjima na srbijanskoj fronti, Sarkotić biva proglašen vitezom 2. Reda željezne krune u studenom 1914. te je unaprijeđen. General-major grof Salis-Seewis je imenovan zapovjednikom 42. domobranske pješačke divizije 11. studenog 1914. Vodio je svoju diviziju tijekom druge srbijanske ofenzive uvijek s bojišnice, koja je završila u obrani kolubarske linije, nakon čega je divizija povučena zbog odmora, oporavka i popune. Divizija se posebno istaknula 1915. prilikom zauzimanja Crne Gore. Nakon preuzimanja zapovjedništva južne bojišnice od strane nadvojvode Eugena, dobrovoljno je prepustio čitav XIII. korpus operativnoj skupini generala konjaništva Pflanzer-Baltina, koja se borila u karpatskim planinama. 

### Galicijska bojišnica: 1915. – 1918.
Salis-Seewis se sa svojom divizijom, zajedno s cijelim XIII. korpusom, preselio na galicijsko bojište 24. siječnja 1915. Otada su se borili u iscrpljujućim uvjetima karpatske zime. Jedne noći u veljači 1915. jedna hrvatska pukovnija izgubila je 28 časnika i 1.800 ljudi zbog ozeblina nakon što je noć morala provesti u snijegu. Krenula je u akciju sjeverno od Nadworna i čuvala je lijevi bok Czibulkinog korpusa. 42. divizija je odmah došla pod udar ruskih kozačkih brigada, a nakon tjedna i dviju pješačkih divizija. Unatoč neprijateljskoj nadmoći, Salis-Seewis je odbacio neprijateljske postrojbe zajedno sa 6. pješačkom divizijom kneza Schönburg-Hartensteina, koji se nalazio južno od položaja 42. divizije, na obalama rijeke Lomnice, koja utječe u Dnjestar kod Halicza. U veljači 1915. Salis Seewis je prodro s divizijom u Delatyn i željeznicom u Stanislaviv. Promaknut je u podmaršala 15. veljače i dodijeljen mu je Red željezne krune drugog razreda s ratnim znamenjem. Krajem ožujka 1915. Salisova divizija je prebačena pod zapovjedništvo njemačkog generala konjaništva Marschalla te je zajedno s još dvije austrougarske divizije i jednom njemačkom bila na položaju od rijeke Prut kod Czernowitza do Dnjestra.
Tijekom lokalne ofenzive 29. ožujka, 42. divizija je došla nadomak ruske utvrde Hotin, ali ju je ruski protunapad 31. ožujka nagnao na povlačenje. Rusi su prešli Dnjestar i napredovali do predratne granice, odakle su mogli dovesti teško topništvo u domet Czernowitza. Unatoč protunapadu polovice 42. divizije s još jednom austrougarskom konjaničkom divizijom situacija se nije mogla odmah povratiti. 42. divizija je pretrpjela teške gubitke. Gotovo svi niži časnici Hrvati su izbačeni iz stroja, a postrojba je popunjena rezervama dok je Salis-Seewis tražio nove časnike. 42. divizija, korištena gdjegod je situacija bila najkritičnija, nakon pojačanja bojišnice postrojbama iz Koruške i Štajerske, omogućila je generalu Pflanzer-Baltin izvođenje protunapada i osiguranje lijeve obalu rijeke Prut. Grof Salis ostao je zapovjednikom izvrsne domobranske divizije do sredine travnja 1915. kad je otišao na jednomjesečni dopust. Nakon povratka s dopusta sredinom lipnja 1915. predao je zapovjedništvo podmaršalu Antonu Lipoščaku. Lipošćak je preuzeo zapovjedništvo nad divizijom 22. lipnja 1915. te ju je poveo u "novogodišnju ofenzivu" na Rusiju, koja je dala rezultata. 
Potom je u veljači 1916. Luka Šnjarić postavljen za zapovjednika 42. domobranske pješačke divizije, na položaju kod Dnjestra. Zbog Brusilovljeve ofenzive u lipnju 1916. Šnjarićeva divizija se raspala u potpunom neredu po prvi put u svojoj inače besprijekornoj povijesti. Masovna dezertiranja pred ruskim jurišem u Bukovini natjerala su Šnjarića na očajničko povlačenje s malim dijelom ljudi. Zajedno s cijelom 7. armijom 42. divizija je potisnuta natrag u Karpate. Naknadno je divizija popunjena rezervama zbog velikih gubitaka.
Zapovjedništvo je 25. lipnja 1917. preuzeo podmaršal Mihovil Mihaljević te je poveo diviziju u jugoistočnu Galiciju i Bukovinu.

### Bojišnica na Soči 1918.
27. veljače 1918. divizija je zajedno sa svojim zapovjednikom prebačena u sklopu 11. armije na Soču (mjesto Matarello), na talijansko bojište, gdje ostaje do kraja rata. Od lipnja 1918. zapovjedništvo preuzima Teodor vitez Soretić, pod čijim zapovjedništvom divizija sudjeluje u operacijama na visoravni Sette Communi, a u lipnju u ofenzivi kod Costalunga., kao i svim ostalima do kraja listopada 1918. Divizija je na Soči imala i svoju letačku eskadrilu. Postupnim osipanjem pozadine i raspadom Austro-Ugarske, situacija je bila sve lošija, no vojna izvješća glavnog vojnog zapovjedništva austrougarske vojske od 26. i 28. listopada, samo dan prije raspada države, hvale 27. sisačku dom. pukovniju, kao i cijelu diviziju (kroatische Nr. 42), a posebno 28. osječku pukovniju za izuzetnu hrabrost i požrtvovnost. Krajem rata 84. domobranska brigada je držala obrambeni položaj kod Monte Groggia, a 83. brigada je bila u rezervi kod Belluna. 22. listopada 1918. 83. brigada je odbila zamijeniti 84. brigadu na položaju radi smjene, što je bio znak za masovno otkazivanje neposlušnosti ostalih naroda u austrougarskoj vojsci. Odstupivši 30./31. listopada s Monte Groggie, 84. brigada je kod Brunica ušla u Pusteriju i zajedno s 83. brigadom prevezena preko Koruške u domovinu.

## Zapovjednici
Svi zapovjednici 42. divizije su nosili čin podmaršala i bili su Hrvati (osim Karla Strackera, jednomjesečne zamjene Ivana Salis Seewisa). Zapovjednici divizije:
- Stjepan Sarkotić: 1912. – listopad 1914.[11]
- Mihovil Mihaljević: listopad 1914. – 11. studenog 1914.[13]
- Ivan Salis Seewis: 11. studenog 1914. – travanj 1915.[11]
- Karl Stracker: travanj 1915. – svibanj 1915.[12]
- Ivan Salis Seewis: svibanj 1915. – 22. lipnja 1915.
- Anton Lipošćak: 22. lipnja 1915. – veljača 1916.[11][14]
- Luka Šnjarić: veljača 1916. – ožujak 1917.[15]
- Anton Lipošćak: ožujak 1917. – 25. lipnja 1917.[14]
- Mihovil Mihaljević: lipanj 1917. – svibanj 1918.[13]
- Teodor Soretić: svibanj 1918. – studeni 1918.[16]

## Vanjske poveznice
- Raspored i ratni put divizije 1914.-1918.
- [neaktivna poveznica]
- doplatne poštanske marke za dobrotvorni fond divizije, 2
- raspored austrougarskih postrojbi u Bukovini
- Spomen-album portreta časnika 42. domobranske pješačke divizije
- Izviđački zrakoplovi 42. divizije na bojištu u Italiji, Vojna povijest[neaktivna poveznica]
- zapovjednici divizija 1914-18.  Arhivirana inačica izvorne stranice od 2. siječnja 2012. (Wayback Machine)